# Erik Sparre (1550–1600)
För riksrådet, landshövdingen i Hudiksvalls län och hovrättspresidenten med samma namn, se Erik Larsson Sparre (1618–1673).
Erik Sparre, född den 13 juli 1550 på Stora Sundby slott 
nära Alberga i  Öja socken, Södermanland vid Hjälmaresund, avrättad 20 mars 1600 genom halshuggning vid Linköpings blodbad, var en svensk rikskansler och riksråd.

## Biografi
Sparre var son till riksmarsken Lars Siggesson (Sparre) och Britta Turesdotter (Trolle), gift med Ebba Brahe (1555–1634) (därmed svärson till Per Brahe den äldre) och far till friherrarna Johan Sparre (1587–1632), riksråd, lantmarskalk, Lars Sparre (1590–1644), riksråd, lantmarskalk, landshövding, Peder Sparre (1592–1647), friherre, riksråd, lagman, Ture Sparre (1593–1664), friherre, landshövding, lagman, riksråd, och Carl Sparre (1595–1632), ämbetsman.
Erik Sparre var högt utbildad, en framstående skriftställare som även behärskade latin och besatte från 1574 flera av rikets högsta ämbeten. Han blev dubbad riddare 1569 och åkte samma år på utbildningsresa till Frankfurt an der Oder och tros också ha studerat i Padua. Sparre återvände till Sverige 1574. Han blev riksråd 1575 eller 1576, vicekansler, hovkansler, lagman och från 1582 ståthållare i Västmanland och Dalarna. Han utarbetade 1585 skriften Pro lege, rege et grege (För lagen, kungen och folket), i vilken han hävdar att kungen måste styra riket i samverkan med rådet. Skriften utgör grundvalen för rådskonstitutionalismen, och Sparre framträdde därmed som en av sin tids främsta statsteoretiker.
Han ställde sig på Johan III:s sida mot hertig Karl och fick 1587 i uppdrag att, tillsammans med Erik Brahe, företräda Sigismund i förhandlingarna om vem som skulle få ärva den polska tronen. Han visade sig vara en skicklig diplomat och bidrog starkt till att Sigismund valdes till polsk kung samma år. Trots detta hamnade Sparre i onåd hos Johan III då han under förhandlingarna tvingats avge ett villkorat löfte om att Sverige skulle återlämna Estland.
Hans maka Ebba Brahe fick nyåret 1591 företräde för Johan III på Svartsjö slott och bad då om att han skulle bli benådad. Kungen ska vid det tillfället ha skällt ut henne, slagit med en järnklubba i omkringstående möblemang och sagt att Sparre inte skulle bli frigiven förrän Johans son återkom från Polen, något som fick den höggravida Ebba att svimma.
Efter Johan III:s död 1592 försonades Sparre med hertig Karl, då motsättningar mellan Sigismund och rådet gjorde Sparre till kungens främsta kritiker (till exempel under Uppsala möte 1593). Sedan hertig Karl börjat driva en allt mer auktoritär politik försämrades dock deras relation. Sparre undertecknade dock besluten vid Söderköpings riksdag 1595 där bland annat hertigen erkändes som riksföreståndare och beslut fattades att alla katoliker skulle utvisas ur landet. 1594 var han fadder vid dopet av den framtida kung Gustav II Adolf.
Men när hertig Karl med vapenmakt ville angripa den med Sigismund allierade ståthållaren i Finland, Clas Eriksson Fleming, protesterade Sparre och flera rådsmedlemmar. De öppna striderna ledde till att Sparre och flera rådsmedlemmar begav sig till Polen där de övertalade Sigismund att återvända till Sverige. Trots inledande framgångar i en skärmytsling vid Stegeborg besegrades Sigismund definitivt 1598 i Slaget vid Stångebro. Sigismund tvingades efter en överenskommelse i Linköping överlämna Sparre och övriga rådsherrar till hertig Karl som avrättade dem vid Linköpings blodbad år 1600.
En sägen berättar om hur Sparre räddade livet på en liten pojke som höll på att dränkas i Klara sjö. Pojken var Erik XIV:s son Gustav Eriksson Vasa som skulle dränkas på order av sin farbror Johan III.
Erik Sparre och hans hustru Ebba Brahe är begravd i Öje kyrka.

## Bilder

Erik Sparre, porträtt av okänd konstnär från 1600-talet på Gripsholms slott, baserad på en äldre målning från 1595.